# Carpelimus petomus
Carpelimus petomus är en skalbaggsart som beskrevs av Richard Eliot Blackwelder 1943. Carpelimus petomus ingår i släktet Carpelimus och familjen kortvingar. Inga underarter finns listade i Catalogue of Life.